# Appropriate Adult
Appropriate Adult é um telefilme britânico de drama policial exibido em duas partes na ITV, em 4 e 11 de setembro de 2011. É baseado na história verídica do assassino em série de Gloucester, Fred West e sua esposa Rosemary West. O filme tratava dos eventos entre as prisões de Wests em fevereiro de 1994 e o suicídio de Fred no Presídio Winson Green em Birmingham. O elenco é composto por Dominic West, Monica Dolan e Emily Watson como os protagonistas da história, Fred e Rose West e Janet Leach, respectivamente.

## Elenco
- Dominic West como Fred West
- Emily Watson como Janet Leach
- Monica Dolan como Rose West
- Robert Glenister como D.S.I. John Bennett
- Sylvestra Le Touzel como D.C. Hazel Savage
- Samuel Roukin como D.C. Darren Law
- Anthony Flanagan como Mike
- Stanley Townsend como Syd Young
- Gerard Horan como Howard Ogden
- Seline Hizli como Mae West
- James McArdle como Stephen West
- Rupert Simonian como Josh Leach
- Jasper Jacob como Brian Leveson QC
- Jack Fortune como Richard Ferguson QC
- Vincent Brimble como Charles Mantell
- Robert Whitelock como D.C. Carl Kempinsky

## Recepção
O primeiro episódio recebeu críticas positivas depois de ter sido transmitido em 4 de setembro de 2011. Sam Wollaston do The Guardian o descreveu como "muito bem feito, não sensacionalista ou histérico". Um artigo posterior de Phil Hogan no The Observer e The Guardian descreveu o desempenho de Dominic West como "preocupantemente próximo", mas disse que "mesmo com uma dentadura lascada, más escolhas de suéter e uma rebarba barulhenta de West Country, o belo Dominic não conseguia conjurar o familiar Fred de sua foto policial demoníaca. O que ele fez conjurar, em uma personalidade impressionantemente perfeita, eram os estranhos traços conflitantes de um homem alegremente são, mas não exatamente lá - útil, mas manipulador, confiante, mas controlador, perturbado, mas despreocupado, um composto que explicava perfeitamente por que a polícia queria a presença de um Appropriate Adult". Hogan também ficou impressionado com a atuação altamente convincente de Monica Dolan como Rosemary, que ele descreveu como "literalmente louca".